# Burgus Thaldorf

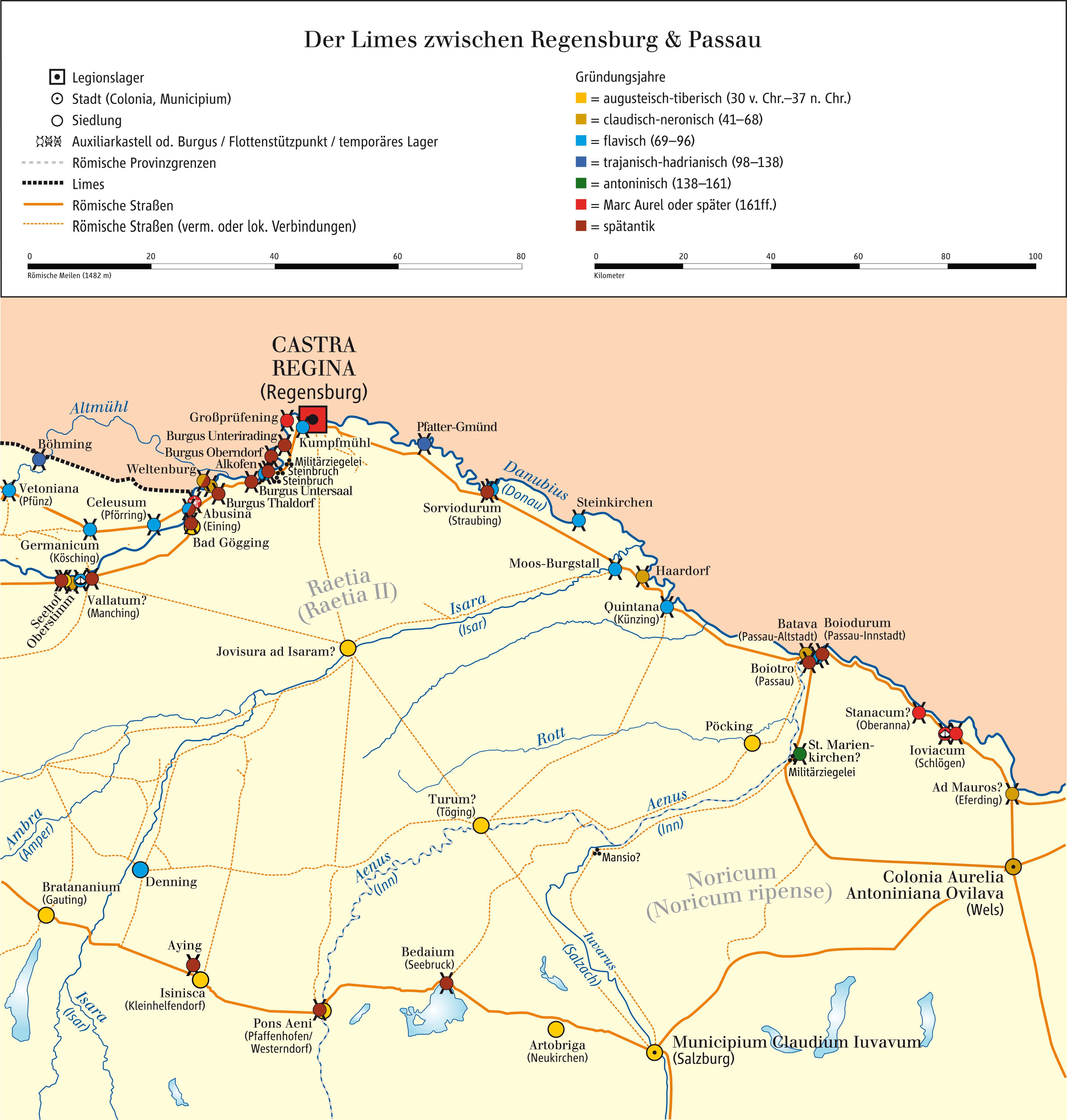
Der Burgus am spätantiken Donaulimes

Das Burgus Thaldorf ist ein kleiner spätrömischer Militärstandort (Burgus) bei Thaldorf, einem Ortsteil der Gemeinde Kelheim im Landkreis Kelheim, Bayern. Deutlich sichtbare Reste seiner Umwehrung und seines Turmhügels sind vor Ort erhalten geblieben. Der Standort des Burgus befindet sich im Flurstück 1687 an einem Waldweg, 1300 Meter westlich des ehemaligen Bahnhofs Thaldorf-Weltenburg im bewaldeten nordöstlichen Zwickel der Kreisstraßen 18 und 21.

## Lage
Der auf dem Ortsgrund von Thaldorf errichtete Burgus wurde als rückwärtiger Kontrollpunkt an der für Handel und Militär bedeutenden Donausüdstraße errichtet und lag zwischen dem spätantiken Kleinkastell Abusina (Eining) und dem Burgus Untersaal. Von dort aus führte die Straße weiter nach Castra Regina (Regensburg), dem Garnisonsort der spätestens in den 30er Jahren des 4. Jahrhunderts verkleinerten Legio III Italica. Noch heute zeichnet sich der unmittelbar am Burgus Thaldorf vorbeiführende Damm der Donausüdstraße im Gelände ab.

## Baugeschichte
Um die Straße nach Regensburg in unruhigen Zeiten zu sichern, wurde der Burgus als Grenzsicherungsmaßnahme während der Spätantike errichtet. Seine Datierung ist bis heute ungewiss. Sie reicht von Aussagen wie „spätestens“ unter Kaiser Diokletian (284–305) bis „valentinianisch“ (364–375). Insgesamt neun dieser Anlagen sind bis heute zwischen Eining und Regensburg bekannt geworden.
Von dem – je nach Autor – rund 19 × 13 oder 25 × 13 Meter umfassenden Burgus blieben möglicherweise einige Lagen des Mauerwerks erhalten. Darauf deuten leicht erhöhte Ränder der Anlage hin. Dort liegen auch einzelne Kalkbruchsteine frei an der Oberfläche. Johannes Pätzold berichtete 1983, hier auch Ziegelbruchstücke gesehen zu haben.
Zwei Gräben mit abgerundeten Ecken umfassen das Bauwerk. Sie sind noch mindestens einen Meter tief erhalten. Die Aufschüttung zwischen den beiden Gräben ist zur inneren Fläche hin leicht, nach außen hin aber rund 0,50 Meter überhöht. Vom Standort des Burgus aus konnten die Soldaten den Donaulimes auch ohne Baumbewuchs nur schwerlich einsehen. Ihr Hauptaugenmerk war daher auf die Straße gerichtet. Der südöstliche Außengraben weist zur daran vorbeiführenden Römerstraße Eining-Regensburg, die sich an dieser Stelle als schnurgerader Waldweg erhalten hat. Vielleicht ist ein rund 100 Meter entfernt liegender kleiner Steinbruch mit dem Bau des Wachturms in Verbindung zu bringen.

## Denkmalschutz
Die erwähnten Anlagen sind als eingetragene Bodendenkmale im Sinne des Bayerischen Denkmalschutzgesetzes (BayDSchG) geschützt. Nachforschungen und gezieltes Sammeln von Funden sind erlaubnispflichtig, Zufallsfunde sind den Denkmalbehörden anzuzeigen.